# Camellia longipedicellata
Camellia longipedicellata là một loài thực vật có hoa trong họ Theaceae. Loài này được (Hu) H.T.Chang & D.Fang mô tả khoa học đầu tiên năm 1980.